# Киро Геошев
Кирил Геошев Хранов (Киро Гьошев, Киро Селянчето, Киро Кафеджи) е търговец, софийски книжар. Съратник на Васил Левски и член на Софийския частен революционен комитет на ВРО.

## Биография
Киро Геошев е роден е в с. Ярджиловци, Пернишко. Баща му е ярджиловчанина Георги (Геоше) Хранов, а майка му е Милена от с. Църква (днec квартал Църква на Перник, преди това село Даскалово).
Работи като търговец-книжар. Дюкянът в София е на Конския пазар (до днешния Солни пазар). Участва в националноосвободителните борби. В книжарницата се провеждат срещи на Софийския частен революционен комитет на ВРО. Крият се фалшиви паспорти и комитетски пари.
Като сподвижник на Васил Левски е пропагандатор на българската национална идея. Разпространява в София и околните села, родолюбива литература, като сбирката с хайдушки и патриотични текстове „Народни песни“ („Народна песнопойка“) съставена от Никола Вардев, комедията „Поевропейчване на турчина“ на Димитър Паничков, „За славянското произхождение на дунавските българи" от Дмитрий Иловски, „История на хайдут Сидеря и неговът бивол Голя" от Никола Козлев и др.
През 1876 г. организира и финансира протестна делегация на българите от Софийско и Пернишко до руския цар за издевателствата на турците при потушаването на Априлското въстание (1876). Действията на делегацията са възпяти в народна песен, предизвикали широк отзвук и съчуствие у петербуртското общество.
Обесен от турците на 15 септември 1877 г. непосредствено до църквата Свети Спас на Говежди пазар в София. Едновременно са обесени и други трима софийски книжари: Никола Чолака, обесен на Куручешме, хаджи Стоян Книжар, на „Капана“ и Георги Стоичков, на „Драз махала“. Среща смъртта съвсем млад и още неженен. Френският военен кореспондент Дик де Лонли пише:
„едно момче от осъдените пеело славянска патриотична песен пред бесилката“..
Това е Киро Геошев, който при езекуцията пее песента на Добри Чинтулов „Вятър ечи, Балкан стене“.
„... от Радомирско Ярджиловци беше докарано едно момче за това, че пяло „Балкан ечи, сам юнак с тръба зове свойте братя, всички на оръжие и пр. Името му не помня, обесиха го само за тази песен през октомври..
Погребан е при олтара на разрушената църква „Свети Спас“. 
При днешния Лъвов мост след Освобождението по предложение на Христо Г. Данов е планиран грандиозен мемориален комплекс в който мостът е централен елемент посветен на книжарите около който разделен на две от Владайската река трябва да се изгради голям кръгов площад с паметници на екзекутираните тук копривщенски въстаници Стойчо Рашков и Тодор Малеев и други „Обесени за свободата“. От проекта са осъществени четирите лъва символизиращи четиримата обесени софийски книжари.